# Colonia Ampliación Asturias
La Colonia Ampliación Asturias es una colonia en la alcaldía Cuauhtémoc de la Ciudad de México. Está localizada al sureste del centro histórico de la ciudad. Está delimitadas al norte por el Eje Tres Sur o Avenida Chabacano, al este por Calzada de la Viga, al oeste por San Antonio Abad y al sur por la calle Hernández Dávalos.
La colonia se origina por la extensión de la colonia vecina Asturias. Antes de los años 40, la zona estaba formada por pastizales y terrenos agrícolas que producían alfalfa y maíz. La Colonia Asturias original está delimitada por Calzada del Chabacano, anteriormente conocida como Calzada de San Estaban. Esta calle se extendió al área de La Viga a lo largo de un canal que estaba ahí. Este canal, el cual sobrepasó la longitud de la colonia misma, era un medio importante para transportar bienes para venta y consumo, utilizando barcas impulsadas por el viento o a vapor. Este canal se conectaba con otro llamado La Esperanza, que se unía a los canales que conectaban al centro de Ciudad de México con Chalco en el siglo XIX. Sin embargo, al terminar el siglo XIX, los niveles freáticos disminuyeron al punto de hacer imposible el transporte por esta vía.
Al desecarse el área se permitió la construcción de una carretera y la creación de este colonia, junto con la expansión de Asturias y la creación de la Colonia Vista Alegre. A estas las une la Calazada de Chabacano, llamada así por la gran cantidad de árboles de  albaricoque (chabacano) que solían crecer en el área.
Una de las estaciones principales de metro  que sirven a la colonia es Metro Chabacano, que es parte de las líneas 2 y 8, las cuales pasan en los límites de la colonia. La línea 8 pasa a través de la colonia y conecta al Metro Chabacano con Metro La Viga, el cual está en la frontera oriental de la colonia.
La colonia es parte de la alcaldía Cuauhtémoc, que al 2007 contenía a siete de las diez colonias con mayores índices de criminalidad en la Ciudad de México. A pesar de que Ampliación Asturias no es una de estas siete colonias,  tiene la reputación de ser un área con delincuencia, la cual se centra en el área  alrededor de las calles de Calzada de Chabacano, José A. Torres, Juan A. Mateos y Jose Sotero Castañeda, en la frontera con la Colonia Vista Alegre.